# Темиртас
Темиртас (каз. Теміртас) — село в Павлодарской области Казахстана. Находится в подчинении городской администрации Экибастуза. Входит в состав Кояндинского сельского округа. Код КАТО — 552244700.

## Население
По данным 1999 года, в селе не было постоянного населения. По данным переписи 2009 года, в селе проживало 120 человек (67 мужчин и 53 женщины).